# Morawsko-Śląskie Sudeckie Towarzystwo Górskie
Morawsko-Śląskie Sudeckie Towarzystwo Górskie (niem. Mährisch-Schlesischer Sudetengebirgsverein, w skrócie MSSGV lub SGV; cz. Moravsko-slezský sudetský horský spolek) – niemiecka organizacja turystyczna działająca w latach 1881–1945 na terenie czeskiej części Sudetów Wschodnich/Jesioników (Wysokiego Jesionika, Niskiego Jesionika, czeskiej części Gór Złotych, Opawskich i Masywu Śnieżnika). Po II wojnie światowej wznowiła działalność w zachodnich Niemczech.

## Zarys dziejów
Organizacja została założona 26 kwietnia 1881 r. w Jeseníku z inicjatywy przebywających tam kuracjuszy. Do zadań organizacji należało wytyczanie i znakowanie szlaków turystycznych, wydawanie map i przewodników oraz budowa schronisk i wież widokowych. Wkrótce zaczęły powstawać sekcje (grupy terenowe). W 1913 r. towarzystwo liczyło ok. 3900 członków. Najważniejsze sekcje znajdowały się w Jeseníku, Šumperku, Javorníku, Zlatych Horach, Starym Měście, Ołomuńcu, Opawie, Šternberku, Nysie, Prudniku, Wrocławiu i Wiedniu (w sumie po niemieckiej stronie granicy działało 25 sekcji). Po I wojnie światowej na żądanie władz czechosłowackich oddzieliły się sekcje leżące poza granicami tego państwa. Śląskie grupy terenowe utworzyły Śląskie Sudeckie Towarzystwo Górskie (Schlesischer Sudetengebirgsverein, w skrócie SSGV) z siedzibą władz w Nysie. Sekcja Wiedeń przekształciła się w niezależne Sudeckie Towarzystwo Górskie Wiedeń (Sudetengebirgsverein Wien, w skrócie SGV Wiedeń). W momencie największego rozwoju MSSGV liczyło ponad 11 000 członków, SSGV ok. 5000, a SGV Wiedeń 290. Wszystkie trzy towarzystwa utrzymywały ze sobą ścisłe kontakty. Po aneksji Austrii i Kraju Sudetów przez Niemcy podjęto nieudaną próbę ponownego połączenia wszystkich towarzystw w jedno, jednak zakończyło się to niepowodzeniem. Jedynie sekcja wiedeńska połączyła się z SSGV.
Po II wojnie światowej MSSGV zostało rozwiązane podobnie jak wszystkie niemieckie organizacje na terenie Czechosłowacji, a jego członkowie wysiedleni. W 1949 r. na terenie Niemiec wznowiono wydawanie organu prasowego MSSGV czasopisma "Altvater", a w 1954 r. reaktywowano organizację z siedzibą w Kirchheim unter Teck koło Stuttgartu. Obecnie MSSGV ma 7 sekcji, liczy ponad 4600 członków i prowadzi 4 schroniska.

## Budowle należące do MSSGV przed 1945 r.

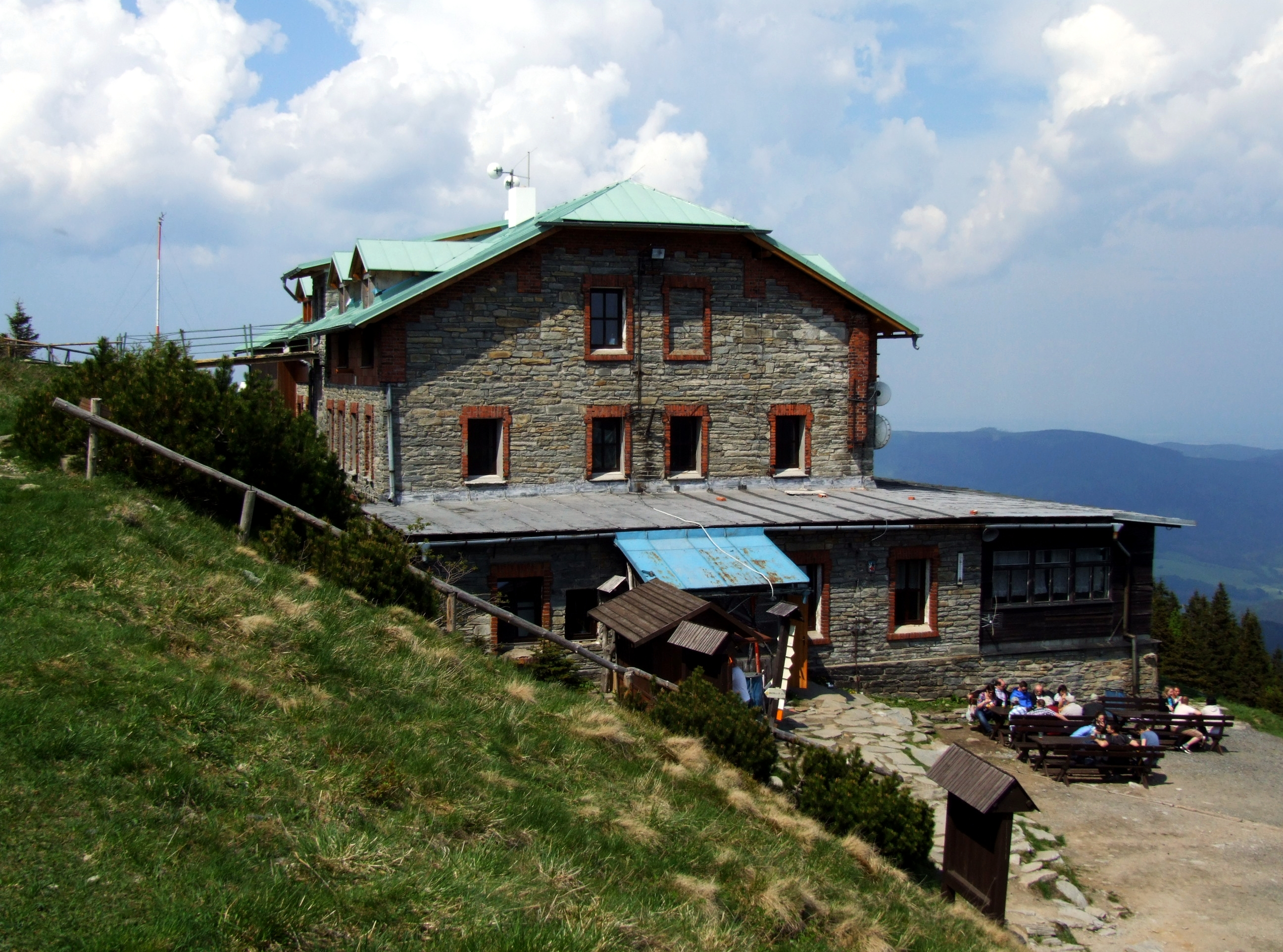
Schronisko na Šeráku, wybudowane przez MSSGV - stan obecny

- Schron na Pradziadzie (nie istnieje)
- Schronisko na Šeráku
- Schronisko na Skřítku
- Schron na Bradle (nie istnieje)
- Schronisko im. Medritzera na Zlatým Chlumie (nie istnieje)
- Schroniska na Červenohorskim sedle (obecnie hotel)
- Schronisko księcia Liechtensteina na Śnieżniku (nie istnieje)
- Gospoda w Dolních Životicach (nie istnieje)
- Schronisko Górnoślązaków na Biskupiej Kopie (wybudowane przez SSGV)
- Schronisko na Borówkowej (nie istnieje)
- Schronisko Paprsek
- Schronisko Smrčník
- Severomoravská chata
- Wieża widokowa na Okopowej (nie istnieje)
- Wieża widokowa na Biskupiej Kopie
- Wieża widokowa na Vyhlídce
- Wieża widokowa na Zlatým Chlumie
- Wieża widokowa na Cvilínie
- Wieża widokowa na Pastvisku (nie istnieje)
- Wieża widokowa na Pradziadzie (nie istnieje)
- Wieża widokowa na Jedovej (nie istnieje)

## Organy prasowe MSSGV
- "Mittheilungen des mähr.-schles. Sudeten-Gebirgsvereines", 1882-1884 – miesięcznik,
- "Altvater. Zeitschrift des mähr.-schles. Sudeten-Gebirgs-Vereines", 1885-1943 i od 1949 r. do dziś – w różnych okresach miesięcznik, dwumiesięcznik, kwartalnik lub półrocznik.